# Météorite de Vigarano
« Vigarano (météorite) » redirige ici. Pour les autres significations, voir Vigarano.
La météorite de Vigarano, ou simplement Vigarano, est une météorite tombée le 22 janvier 1910 près du village de Vigarano Pieve, dans la commune de Vigarano Mainarda (province de Ferrare, région Émilie-Romagne, Italie).
C'est une chondrite carbonée du groupe CV, dont elle est le lithotype (on l'appelle aussi groupe de Vigarano). Comme la plupart des CV, Vigarano est de type 3 (c'est donc une CV3).

## Histoire
La chute de la météorite de Vigarano est observée le 22 janvier 1910 près du village de Vigarano Pieve (commune de Vigarano Mainarda), à l’ouest de Ferrare. Une première masse de 11,5 kg, dénommée météorite de Cariani, est retrouvée immédiatement. Une seconde de 4,5 kg, dénommée météorite de Morandi, est trouvée quelques semaines plus tard, à quelques centaines de mètres de la masse principale,.
Seuls 4 à 5 kg ont d'abord été conservés dans différents musées dans le monde, puis 7 kg provenant de la masse principale ont été retrouvés, ce qui porte à 12 kg la masse totale conservée.

## Chimie et minéralogie
Vigarano et les autres météorites du groupe CV ont essentiellement la même composition chimique et minéralogique que les autres chondrites carbonées. Chimiquement, elles se caractérisent par un rapport Mg/Si proche de celui du Soleil et par leurs rapports isotopiques de l'oxygène. Minéralogiquement, elles se distinguent par de grands chondres, de grandes enclaves réfractaires et une matrice abondante.
Bien que Vigarano appartienne au sous-groupe des CV « réduites », elle comporte quelques enclaves « oxydées », probablement dues à une légère altération aqueuse.
Deux minéraux extrêmement rares ont été trouvés dans la météorite de Vigarano :
- la warkite[4] de formule Ca2Sc6Al6O20, qu'on n'a trouvée par ailleurs que dans la météorite de Murchison ;
- la rubinite[5] de formule Ca3TiIII2Si3O12, qu'on n'a trouvée par ailleurs que dans deux autres chondrites carbonées.